# Sarfannguit
Sarfannguit (dawniej Sarfannguaq/Sarfánguaq) – osada na zachodnim wybrzeżu Grenlandii, w gminie Qeqqata. Jest położona na wyspie o tej samej nazwie w odległości ok. 40 km na wschód od Sisimiut. Osada została założona w 1843 roku. Według danych oficjalnych liczba mieszkańców w 2011 roku wynosiła 132 osoby